# Vivian Girls
Vivian Girls is een Amerikaanse noisepopband uit Brooklyn (New York), in 2007 opgericht door gitariste Cassie Ramone, bassiste Katy "Kickball Katy" Goodman en Frankie Rose op drums. Jenny Pelly van Pitchfork beschreef de muziek van Vivian Girls als een mengeling van de esthetiek van meidengroepen uit de jaren zestig, de snelle en harde sound van de Ramones-rock en de donkere Portland-punk van Wipers en Dead Moon.

## Geschiedenis
Vivian Girls is vernoemd naar het magnum opus van de Amerikaanse schrijver Henry Darger: The Story of the Vivian Girls, in What is Known as the Realms of the Unreal, of the Glandeco-Angelinian War Storm, Caused by the Child Slave Rebellion.
Al snel na de oprichting wist de band in de omgeving van Brooklyn en New Jersey een aanzienlijke aanhang te verwerven, en kwam men op te treden in het voorprogramma van Jay Reatard, Sonic Youth en The King Khan & BBQ Show.
In de eerste helft van 2008 kwamen de eerste single, "Wild Eyes", en de eerste LP, Vivian Girls, uit. Deze LP werd in oktober 2008 nogmaals uitgebracht bij de nieuwe platenmaatschappij "In The Red", nu ook op cd.
In juli 2008 werd Frankie Rose op drums vervangen door Ali Koehler. In datzelfde jaar ging de groep wereldwijd op tournee, waarbij ze in minder dan twee maanden de Verenigde Staten, het Verenigd Koninkrijk, Australië, Nieuw-Zeeland, Japan en Puerto Rico aandeed. Het tweede album, Everything Goes Wrong, kwam uit in september 2009. In mei 2010 werd de Nieuw-Zeelandse Fiona Campbell, afkomstig van Coasting, de derde opeenvolgende drumster, als vervangster van Koehler. Met haar ging de band na de release van het derde album Share The Joy in 2011 weer op tournee, waarbij opnieuw Europa en Azië werden aangedaan.
In januari 2014 kondigde de groep aan dat ze zich na twee afscheidsconcerten zou opheffen. In 2019 kwam de groep terug bij elkaar en verscheen een nieuw album, Memory.

## Discografie

### Albums
- 2008 - Vivian Girls
- 2009 - Everything Goes Wrong
- 2011 - Share The Joy
- 2019 - Memory

### Singles
- 2008 - "Wild Eyes"
- 2008 - "Tell the World"
- 2008 - "I Can't Stay"
- 2008 - "Surfin Away & Second Date"
- 2009 - "Moped Girls"
- 2010 - "My Love Will Follow Me"
- 2011 - "I Heard You Say"